# Kék anolisz
A kék anolisz (Anolis gorgonae) a hüllők (Reptilia) osztályába és a Polychrotidae családjába tartozó gyíkfaj.

## Elterjedése
A kék anolisz Gorgona szigetén honos, ami a Csendes-óceánon fekszik és Kolumbiához tartozik.

## Megjelenése
Az egyetlen teljesen kék gyík a világon. A hímek és a nőstények egyaránt kékek. Testhossza 40 cm.

## Természetvédelmi állapota
Élőhelyének elvesztése fenyegeti. Az IUCN vörös listáján a kihalófélben lévő kategóriába tartozik. Most fogságban szaporítják.